# Діалектика Просвітництва (книга)
Діалектика Просвітництва (нім. Dialektik der Aufklärung, англ. Dialectic of Enlightenment) - колективна праця німецьких філософів Макса Горкгаймера і Теодора Адорно, яка вперше вийшла друком німецькою мовою у 1944 році у США. Одна з програмних книг неомарксистської філософії Франкфуртської школи, яка заклала основи соціальної критичної теорії.

## Видання
Вперше книга вийшла друком у 1944 р. під назвою "Філософські фрагменти" (нім. Philosophische Fragmente) у видавництві Social Studies Association, Inc. в Нью-Йорку. Доопрацьований варіант вже під назвою "Діалектика Просвітництва" побачив світ у 1947 р. у видавництві Querido в Амстердамі та перевидано у 1969 р. у видавництві S.Fischer GmbH.
Існує два видання книги англійською мовою. Перше у перекладі Джона Камінга побачило світ у 1972 р. у нью-йоркському видавництві "Herder and Herder", тоді як друге підготовлене на основі остаточного тексту зібрання праць Горкгаймера у перекладі Едмунда Джефкота вийшло друком у 2002 р. у видавництві "Stanford University Press".

## Опис
Основною ідеєю праці "Діалектика Просвітництва" є показати як наростаюча раціональність засобів і цілей тягне за собою панування формальної раціональності, нівелювання цінностей, що в підсумку призводить до занепаду суспільства, руйнування культури. Просвітництво прагнуло зруйнувати міфи, уяву та магію та інші форми нераціонального пізнання за допомогою знання. Проте наростання ступеня раціоналізації світу пов'язано з усе більш зростаючим придушенням життєвих засад людського існування. Просвітництво випалює навіть останні залишки почуття власної гідності. У результаті автори приходять до парадоксальної тези про, що "сам міф стає Просвітництвом, а Просвітництво перетворюється, відповідним чином, у міфологію".

## Видання
- Max Horkheimer und Theodor W. Adorno: Dialektik der Aufklärung. S. Fischer, Frankfurt 1969, Nachdruck als Taschenbuch 1988, ISBN 978-3-596-27404-8.